# Kògids
Els kògids (Kogiidae) són una família de cetacis odontocets que conté dues espècies vivents i tres d'extintes. Algunes classificacions no reconeixen aquesta família i situen el gènere Kogia dins la família dels fisetèrids.

## Descripció
Aquests cetacis es caracteritzen per tenir la boca en posició ventral respecte al crani (a diferència dels dofins i la majoria d'odontocets). Manquen de dents al maxil·lar superior. El maxil·lar inferior té les dents còniques. Igual que el catxalot, tenen espermaceti al meló.